# Carl Paul Goertz

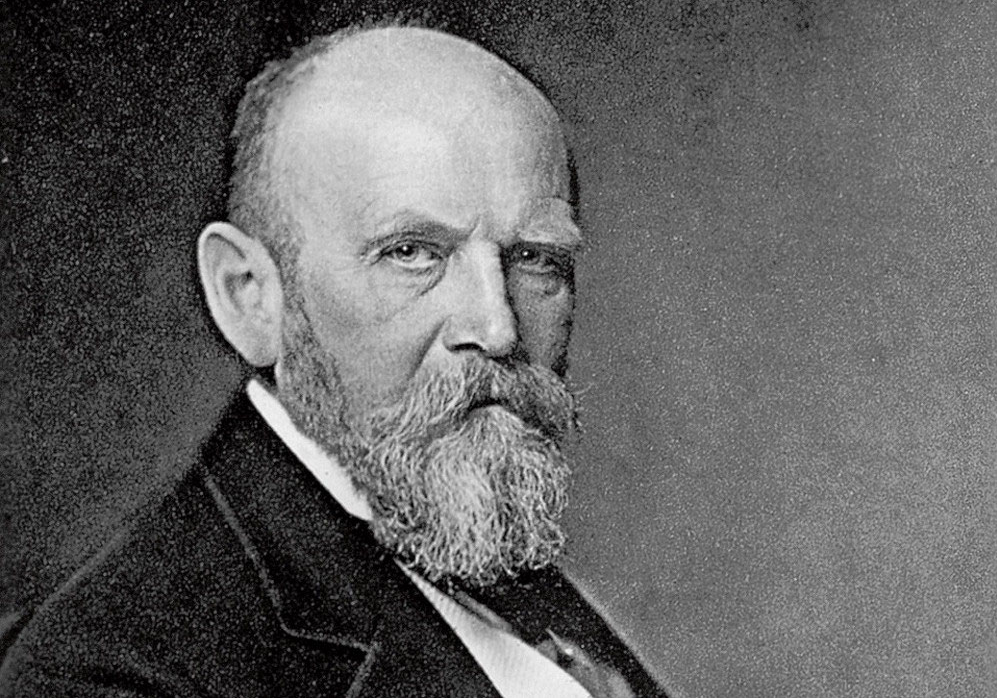
Carl Paul Goerz

Carl Paul Goertz, född 21 juli 1854 i Brandenburg an der Havel i Preussen, död 14 januari 1923 i Berlin, var en tysk optiker.
Goertz grundlade firman C.P. Goertz med stora verkstäder i Friedenau och Zehlendorf för tillverkning av optiska instrument, framför allt fotografiska objektiv och kikare. Efter Goertz död övertogs firman av Carl Zeiss.